# スノーボード技能テスト
スノーボード技能テスト（スノーボードぎのうテスト）は、全日本スキー連盟(SAJ)が定める基礎スノーボードの技能テストである。現在はバッジ(級別)テストという。スキーと同じく合格するとバッジと認定証がもらえる。バッジ(級別)テストという言い方はここからとったものと思われる。
各都道府県スキー連盟が主催し、都道府県加盟団体、加盟するスキー学校、スキー・スノーボードクラブで行われる(都道府県加盟団体が加盟するスキー学校、スキー・スノーボードクラブへ許可する制度としている)。
テストは1級から5級までの5段階制で希望する級を受検することができる。但し、1級を受検する場合は検定前に事前講習を1単位(2時間)以上受講しなければならない。
5級から2級までは講習内検定をしているところもあり、ここで講師(検定員)が判断して合否を決めているところもある。
検定員は各都道府県連が委嘱する、公認スノーボード指導員と公認スノーボード準指導員が行う。但し、主任検定員は公認スノーボード指導員が行う。
スノーボード2級に合格すると各都道府県スキー連盟が主催する認定スノーボード指導員の資格を受講受検することができる。但し受検年度4月1日現在で満18歳以上であることが必要である。
スノーボード1級にはスノーボード2級所持が必要である。
スノーボード1級に合格すると翌年度の公認スノーボード準指導員の受検資格が得られる。但し、受検年度4月1日現在で満20歳以上になっていることと、受検日までに指導員養成講習会に出席し修了していることが必要である。
また、全日本スノーボード技術選手権大会に出場するためにはスノーボード1級以上が必要。こちらは参加年度4月1日現在で満18歳以上になっていることも必要である。
各級ごとの検定内容は日本スノーボード協会（JSBA）が主催するスノーボードバッジテストとほぼ同じで、2級まではスクール内検定（但し検定日は決まっている）で受検する事が出来る。ただ、1級は検定項目にエアが入っていない代わり、スイッチスタンスでの滑走技術を求められる。1級に合格すると、認定をしてもらう為SAJに入会する義務がある。
JSBAのスノーボードバッジテストと種目や着眼点が異なる。また、バッジは日本職業スキー教師協会（SIA)の検定バッジと共通だが、資格に互換がある訳では無い。

## バッジの色
- 1級：白
- 2級：水色
- 3級：青
- 4級：緑
- 5級：赤

## 検定内容
●5級：
○サイドスリップ(緩斜面５°〜１０°)
○フリーランフリーラン(緩斜面) ５°〜１０°)
●4級：
○ストレートラニング〜ストップ(ごく緩い斜面〜５°)
○フリーラン(緩斜面)
●3級：
○ミドルターン(緩斜面)
○スリップ to スリップ(緩斜面)
○フリーラン(緩斜面)
●2級：
○ミドルターン(緩中斜面１０°〜１５°)
○ショートターン(緩中斜面１０°〜１５°)
○フリーラン(緩中斜面１０°〜１５°)
●1級：
○ミドルターン(中斜面 １５°〜２０°)
○ショートターン(中斜面 １５°〜２０°)
○フリーラン(中斜面 １５°〜２０°)